# ميسوكسيمايد
ميسوكسيمايد (أو ميثسوكسيمايد, ميثوسوكسيمايد) هو دواء مضاد للتشنجات من مجموعة السوكسينامايد. يباع على شكل راسيمات من قبل شركة فايزر تحت المسمى التجاري بيتينوتين (سويسرا)  وسيلونتين (الولايات المتحدة الأمريكية). التأثير العلاجي لدواء الميثوسوكسيمايد كبير وذلك بسبب نواتجه الأيضية الفعالة صيدلانياً, ن-ديسميثل ميثوسوكسيمايد، والتي لها أطول عمر نصفي وله أعلى مستويات في البلازما من الدواء الأم.